# Kirk Hallam
Kirk Hallam är en by i distriktet Erewash, i grevskapet Derbyshire, i England. Byn är belägen 11 km från Derby. Kirk Hallam var en civil parish fram till 1934 när blev den en del av Ilkeston och Dale Abbey. Civil parish hade 110 invånare år 1931.